# لبيب حبشى
لبيب حبشى (1906 – 1984م): هو أحد كبار علماء المصريات على مستوى العالم خلال القرن العشرين، ولد بقرية سلامون بمدينة المنصورة بمحافظة الدقهلية في سنة 1906م، تدرج في مراحل التعليم المختلفة من مدرسة ابتدائية خاصة بالمنصورة إلى المدرسة المارونية بالقاهرة تحت رعاية أخيه الأكبر مدرس الرياضيات حتى حصل على ليسانس الأثار من قسم المصريات وتخرج من جامعة القاهرة في سنة 1928م، وتخصص في دراسة الآثار المصرية.

## عمله بهيئة الآثار المصرية
بعد تخرجه بعامين حرص لبيب حبشى على الالتحاق بهيئة الآثار المصرية في سنة 1930م، وظل يعمل بها لمدة ثلاثين سنة، حتى وصل لدرجة كبير مفتشيها ووكيلا لهيئتها، قضى أغلب الوقت في أعمال الحفائر في العديد من المواقع الأثرية في مصر والسودان، وقد أولى اهتماما خاصا بأعمال الحفائر في الأقصر في الفترة من سنة 1943 إلى 1956م.
وقد ترك «لبيب حبشي» العمل داخل هيئة الآثار المصرية بعد أن خدم بها ما يقرب من 30 سنة، والتحق في سنة 1960م بوظيفة مرموقة في إطار البعثة الأثرية في النوبة التابعة لمعهد الآثار الشرقية بجامعة شيكاغو كمستشار للبعثة.

## كتاباته في المصريات والقبطيات
يعد لبيب حبشى أكثر علماء المصريات المصريين إنتاجا للدراسات والأبحاث في علم المصريات على الإطلاق، ومن ثم فقد استطاع تحقيق شهرته العالمية وحاز على إعجاب كبار المتخصصين في العالم نتيجة لأبحاثه ودراساته العلمية الغزيرة التي أثرت علم المصريات.
كانت بداية كتاباته نتجت عن اهتمامه بالدراسات القبطية حيث إتفق مع زميله وصديقه زكى تاوضروس على زيارة أديرة الصحراء الغربية أديرة وادى النطرون ثم قاما بزيارة الأديرة الشرقية، وعكف فيها على دراسة المخطوطات القديمة التي تذخر بها مكتبات هذه الأديرة وفي يناير 1929م أخرج لبيب حبشى مع صديقه زكى تاوضروس مرجعا فريدا في نوعه بعنوان: (في صحراء العرب والأديرة الشرقية).
وأثرى لبيب حبشى الدراسات المصرية والقبطية بما يزيد عن 180 مقالا وكتابا، فكتب عن آثار مدينة تل بسطة بالزقازيق، ذلك الكتاب الذي نال عنه جائزة الدولة التقديرية، ثم أصدر باللغة الإنجليزية كتابابين أولهما بعنوان: (المسلات المصرية)، الذي صدرت ترجمة له عن المجلس الأعلى للاثار بعنوان: (مسلات مصر ناطحات السحاب في الزمن الماضي) ضمن سلسلة الثقافة الأثرية والتاريخية، والكتاب الثاني خصصه للكتابة عن الآثار بالنوبة بعنوان: (16 دراسة عن النوبة)، وأهم مؤلفاته ودراساته هي.
- Habachi (1977). The Obelisks of Egypt: Skyscrapers of the Past. Scribner.
- Aswan : the town with a glorious past and a promising future / by Labib Habachi ; Henry Riad.
- Features of the deification of Ramesses II / [by] Labib Habachi.
- Fī ṣaḥrāʼ al-ʻArab wa-al-adyirah al-sharqīyah / taʼlīf Labīb Ḥabashī, Zakī Tāwaḍrūs.
- KHATA'NA-QANTIR; IMPORTANCE
- LABIB HABACHI MISCELLANEA; A COLLECTION OF ARTICLES ON EGYPTIAN ANTIQUITIES BY LABIB HABACHI
- The sanctuary of Heqaib / by Labib Habachi, with contributions by Gerhard Haeny and Friedrich Junge ; photographs by Dieter Jo
- The second Stela of Kamose and his struggle against the Hyksos ruler and his capital / [by] Labib Habachi.
- Sixteen studies on lower Nubia / by Labib Habachi.
- Studies on the Middle Kingdom / Labib Habachi.
- Tell Basta / by Labib Habachi
- Le tombeau de Naÿ à Gournet Marʻeï (no. 271) / Labib Habachi, Pierre Anus

## أعماله الإستكشافية
خلال عمله بهيئة الآثار المصرية قضى أغلب وقته في أعمال الحفائر في العديد من المواقع الأثرية في مصر والسودان، وقد أولى اهتماما خاصا بأعمال الحفائر في الأقصر بين سنتي 1943-1956م، ويعد أهم اكتشافاته هو كشفه في سنة 1946م عن معبد حقايب (معناه القلب الطاهر أو القلب الشجاع) الذي أقيم له معبد على طرف جزيرة الفنتين في قلب النيل بأسوان وتقع أطلاله خلف متحفها، وقد بدا عمله في البحث عن سيرة حقايب عام 1932م، ونشر له المعهد الألمانى للاثار المصرية كتابا عن حقايب ومقصورته وخمسين تمثالا جرانيتيا من بينها عشرة بالحجم الطبيعى ويعد هذا الكتاب مرجعا عالميا عن البطل المصري حقايب.
واكتشف أيضا لوحة الملك كامس الذي حارب الهكسوس بعد أن احتلوا مصر 150 سنة ليفسح الطريق إلى أخيه الملك أحمس الأول الذي قام بإنهاء حكم الهكسوس في مصر.

## مكانته العلمية ومظاهر تكريمه
في سنة 1966 اجتمع بمدينة نيويورك علماء المصريات المشهورين من أساتذة التاريخ ومديرى وأمناء المتاحف الدولية وفي مقدمتها متحفا بروكلين ومتروبوليتان في حفل دعت له الجامعة لإهداء لبيب حبشى الدكتوراة الفخرية فألقى كلمة رائعة عن الحضارة المصرية، وفي سنة 1981 في مناسبة بلوغه 75 سنة قام المعهد الألمانى للأثار المصرية بإصدار مجلد ضخم يقع في 531 صفحة به 70 مقالا سجلها علماء المصريات من 12 دولة على شرف لبيب حبشى في هذه الذكرى الطيبة ليقدموه هدية إعزاز وتقدير لجهوده في خدمة العلم والحضارة.
وحصل على العديد من الأوسمة من ألمانيا وفرنسا وإيطاليا، وأختير مستشارا لهيئة الاثار المصرية والمجالس القومية المتخصصة وعضوية المجمع العلمى المصرى، وأنشأت الجامعة الأمريكية بالقاهرة كرسيا خاصا بالأثار المصرية بإسمه تقديرا لمكانته العلمية وللمكتبة الحافلة التي أهداها لها.
وكان لوفاته صدى حزين في الأوساط العلمية فنعاه مركز البحوث الأمريكى المصري والمعهد الألمانى للأثار ودكتور جرهارد هينى مدير المعهد السويسرى للاثار والمجمع العلمي المصري وهيئة الأثار المصرية ومعهد الدراسات القبطية بالقاهرة وكلية الاثار جامعة القاهرة.
ونتيجة للتقدير الكبير الذي حاز عليه «لبيب حبشى» كعالم مصريات قدير على مستوى العالم، قامت عالمة المصريات الأمريكية الشهيرة «جيل كاميل» سنة 2007م بتقديم كتاب يتضمن السيرة الذاتية لذلك العالم الكبير تحت عنوان: «لبيب حبشى.. حياة وميراث عالم مصريات»، وتحدثت من خلال ذلك الكتاب عن مدى الإثراء والإفادة الذي استطاع لبيب حبشي تقديمه لعلم المصريات خلال القرن العشرين، ومدى التأثير العلمي الذي تركه ذلك الآثارى المصري القدير في معاصريه من علماء المصريات الأجانب والمصريين الذين عاصروه.